# Хутор Чкалова (Ростовская область)
Чка́лова — хутор в Мясниковском районе Ростовской области России.
Входит в состав Петровского сельского поселения.

## История
До 1951 года хутор носил название Гауризангер.

## Улицы
- ул. Дорожная,
- ул. Луговая,
- ул. Нижняя,
- ул. Степная,
- ул. Центральная.

## Население
| 2010 |
| ---- |
| 297  |